# Velika nagrada Predsednika Alessandrija 1950
Velika nagrada Predsednika Alessandrija 1950 je bila enaindvajseta neprvenstvena dirka Formule 1 v sezoni 1950. Odvijala se je 18. decembra 1950 na dirkališču Palma.

## Dirka
| Poz | Dirkač             | Moštvo    | Dirkalnik         | Krogi | Čas/Odstop |
| --- | ------------------ | --------- | ----------------- | ----- | ---------- |
| 1   | Juan Manuel Fangio | A.C.A.    | Ferrari 166       | 60    | 1:14:58.2  |
| 2   | Froilán González   | A.C.A.    | Ferrari 166       | 60    | + 0.6 s    |
| 3   | Eitel Cantoni      | Privatnik | Maserati 4CL      | 58    | +2 kroga   |
| 4   | Bartholome Ortiz   | Privatnik | Simca-Gordini T11 | 56    | +4 krogi   |
| 5   | Pascual Puopolo    | Privatnik | Maserati 4CLT     | 56    | +4 krogi   |
| 6   | Onofre Marimon     | Privatnik | Maserati 4CL      | 55    | +5 krogv   |
| Ods | Louis Rosier       | A.C.A.    | Maserati 4CLT     | 6     |            |
| Ods | Alberto Crespo     | Privatnik | Plymouth          |       |            |
| Ods | Carlos Menditéguy  | Privatnik | Maserati 4CL      |       |            |
| Ods | Ismael López       | Privatnik | Maserati 4CLT     |       |            |
| Ods | José López         | Privatnik | Simca-Gordini T11 |       |            |
| Ods | Victorio Rosa      | Privatnik | Chevrolet         |       |            |